# Mühlwörth

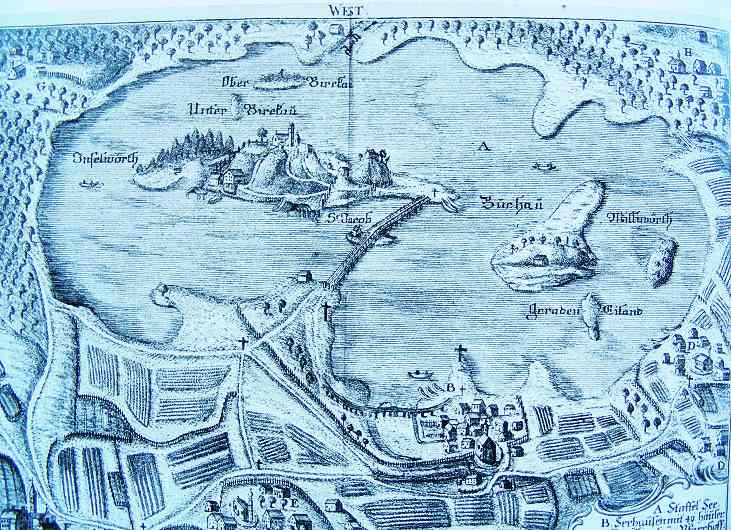
Auf dieser historischen Karte ist die Insel als Milliwörth verzeichnet.

Mühlwörth, volkstümlich auch Rabeninsel nach einem früher dort nächtigenden Rabenschwarm, ist die nördlichste Insel im Staffelsee in Bayern und liegt in dessen Untersee vor der Uffinger Bucht. Eine ältere Namensvariante ist Milliwörtl.
Die Insel liegt rund 320 Meter vom nordwestlichen Ufer entfernt. Wie die übrigen Inseln im Staffelsee und wie der Staffelsee selbst gehört sie zur Gemeinde und Gemarkung Seehausen am Staffelsee im Landkreis Garmisch-Partenkirchen.
Mit einer Größe von 7560 m² ist die Insel die viertgrößte der sieben Inseln im Staffelsee. Die Insel ist in Privatbesitz und für die Öffentlichkeit nicht zugänglich. Auf ihr befinden sich lediglich ein Wochenendhaus, eine Bootshütte und eine Badehütte. Sie weist einen dichten Baumbestand auf und liegt in einem Landschaftsschutzgebiet.

## Belege
1. ↑  J. B. Prechtl: Der Staffelsee. München 1853, S. 3.
2. ↑  Manfred Schmidt: Strom- und Binnenseeinseln in Deutschland. Grin Verlag, München 2008, ISBN 978-3-638-95278-1.